# Údolíčko
Údolíčko (německy Kleinthal) je vesnice, část obce Perštejn v okrese Chomutov. Nachází se asi 2 km na sever od Perštejna. V roce 2009 zde bylo evidováno 71 adres.
Údolíčko leží v katastrálním území Rájov u Perštejna o výměře 4,44 km².

## Název
Český název vesnice je překladem německého jména Kleinthal (malé údolí). V historických pramenech se jméno vesnice vyskytuje ve tvarech Tahl (1431), Tool (1508), Tolu (1540), klaintol (1543) nebo Kleinthal (1787).

## Historie
První písemná zmínka o vesnici pochází z roku 1431, kdy se dělilo perštejnské panství pánů ze Šumburka. Údolíčko se tehdy rozdělilo na dvě části, z nichž jedna zůstala u Perštejna a druhá patřila k nově postavenému Šumburku. V roce 1512 byl majitelem celé vesnice Opl z Fictumu. Při pozdějším dělení kláštereckého panství bylo Údolíčko odděleno a získala je Markéta Huvarová. Roku 1607 je od ní koupil Kryštof z Fictumu, který vesnici znovu připojil ke Klášterci. Jako jeden z direktorů stavovského povstání byl posmrtně odsouzen ke ztrátě majetku. Klášterecké panství, u kterého vesnice zůstala až do zrušení poddanství, potom koupil v roce 1623 svobodný pán Kryštof Šimon Thun.
Během třicetileté války vypálili procházející vojáci nejméně jeden dům. Podle berní ruly z roku 1654 ve vsi žilo pět chalupníků a čtyři poddaní bez pozemků. Chalupníci chovali celkem pět krav, dvanáct jalovic, dvě ovce a třináct koz. Bezzemci měli jen tři krávy, jednu jalovici a šest koz. Přestože lidé pěstovali na okolních kamenitých polích žito, hlavním zdrojem obživy byl chov dobytka a doprava uhlí k hutím.
Nejstarší zmínka o dolování a zpracování železné rudy u Údolíčka pochází z roku 1647, kdy hrabě Thun umožnil Jiřímu Lobnerovi, aby na panské louce dočasně vybudoval rybník pro zásobování železářských podniků. Nad vesnicí stával hamr, z něhož se do konce dvacátého století dochovaly zbytky zdí. Na jižním okraji vesnice bývaly železnorudné doly Oswald a Antonín. Ve štole Oswald dlouhé 150 metrů se dobývala krevelová žíla. Důl byl s mnoha přestávkami otevřen v letech 1748 až 1858 a nejlepším výsledkem bylo až padesát tun rudy ročně. Menší štola Antonín začínala u cesty do Rájova, dobývala stejnou žílu a byla dlouhá 76 metrů. Ruda se odvážela do perštejnských železáren. Mezi Údolíčkem a zaniklou vesnicí Vysoké býval železnorudný důl Šebestián, kde se kromě krevele těžil také pyrit a chalkopyrit. V první polovině devatenáctého století byly u vesnice také doly Marie Terezie, Barbora a Ondřej.
Roku 1741 byl spuštěn mlýn, do kterého začali vozit obilí také obyvatelé z Kunova. Podle Topographie des Königreiches Böhmen z roku 1787 od Jaroslava Schallera měla vesnice 29 domů, z nichž tři patřily k vintířovskému panství. Po zrušení poddanství se Údolíčko roku 1850 stalo osadou Perštejna a od sčítání lidu v roce 1869 je uváděno jako část obce Perštejn.
Mezi první a druhou světovou válkou byly ve vsi dvě řeznictví, obchod se smíšeným zbožím a obchod se zeleninou a fungovaly dva hostince. Elektřina byla do vesnice zavedena v roce 1935 z kadaňské elektrárny přes rozvodnu ve Vejprtech. Škola v Údolíčku nikdy nebyla a děti docházely do Perštejna.
Mlýn byl po roce 1906 upraven na továrnu na výrobu pozamentů a od roku 1912 se v ní vyráběly nábytkové prýmky. V roce 1918 v továrně pracovalo čtyřicet lidí, ale po roce 1923 se počet zaměstnanců pohyboval mezi deseti a dvanácti. Později se v Údolíčku vyráběly také izolované dráty a v továrně Jahna a Keyla sítě na dámská kola a záclony. Jejich továrna byla uzavřena roku 1948 a postupně zbourána. Při demolici komína v roce 1976 byl jeden z dělníků při rozebírání cihel zavalen, těžce zraněn, a později svým zraněním podlehl.
Po druhé světové válce se bylo vysídleno německé obyvatelstvo a počet obyvatel klesl přibližně na čtvrtinu předválečného stavu. Vesnici se nepodařilo dosídlit, a proto byla v padesátých letech dvacátého století zbořena část neobydlených domů. Řada dalších byla upravena k rekreaci a vesnice se tak změnila v rekreační oblast.

## Obyvatelstvo
Podle Tereziánského katastru z roku 1748 měla vesnice 99 obyvatel. Jejich počet stoupl do roku 1846 na 255. V roce 1863 v Údolíčku žilo 259 lidí (z toho 122 mužů) a v roce 1895 měla 313 obyvatel.
Při sčítání lidu v roce 1921 zde žilo 282 obyvatel (z toho 141 mužů), z nichž byl jeden Čechoslovák, jeden cizinec a 277 Němců. Kromě šesti evangelíků patřili k římskokatolické církvi. Podle sčítání lidu z roku 1930 měla vesnice 286 obyvatel: pět Čechoslováků, 278 Němců a tři cizince. S výjimkou tří evangelíků byli římskými katolíky.
|                                                                        | 1869 | 1880 | 1890 | 1900 | 1910 | 1921 | 1930 | 1950 | 1961 | 1970 | 1980 | 1991 | 2001 | 2011 | 2021 |
| ---------------------------------------------------------------------- | ---- | ---- | ---- | ---- | ---- | ---- | ---- | ---- | ---- | ---- | ---- | ---- | ---- | ---- | ---- |
| Obyvatelé                                                              | 270  | 291  | 313  | 293  | 279  | 282  | 286  | -    | 88   | 67   | 35   | 11   | 7    | 32   | 50   |
| Domy                                                                   | 42   | 46   | 52   | 52   | 50   | 53   | 55   | 51   | —    | 24   | 15   | 20   | 23   | 27   | 28   |
| Počet domů z roku 1961 je zahrnut v celkovém počtu domů obce Perštejn. |      |      |      |      |      |      |      |      |      |      |      |      |      |      |      |

Většina vesnice patřila k perštejnské farnosti, ale některé domy v horní části vesnice náležely do farnosti Měděnec. Od roku 2013 je Údolíčko součástí farnosti Klášterec nad Ohří.